# ديفيد إي. رووي
ديفيد إي. رووي (بالإنجليزية: David E. Rowe)‏ هو مؤرخ ورياضياتي أمريكي، ولد في 11 أغسطس 1950.